# Raimer Jochims

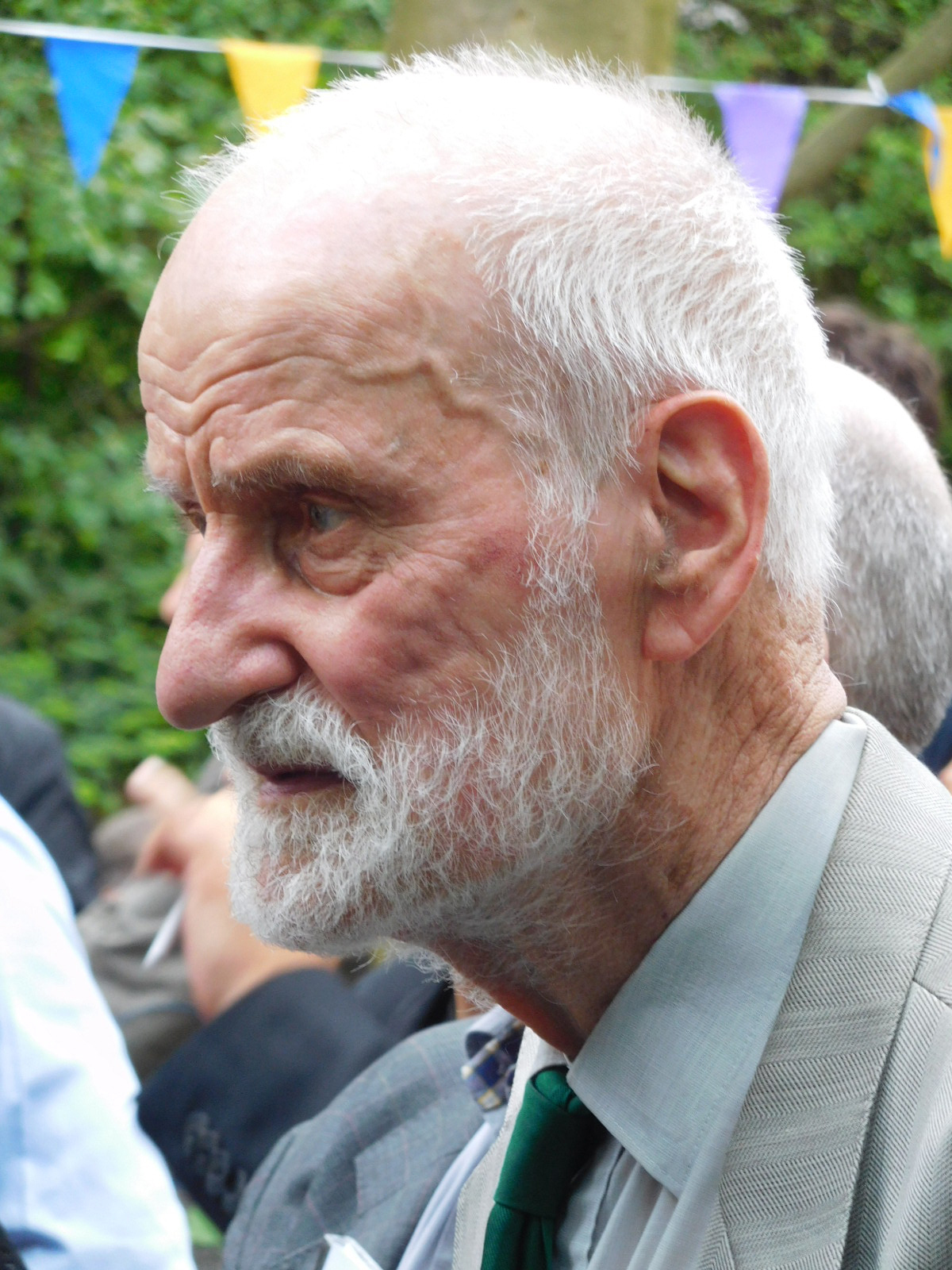
Raimer Jochims bei der 200-Jahr-Feier der Städelschule 2017.

Raimer Jochims (* 22. September 1935 in Kiel) ist ein deutscher Maler, Philosoph und Kunstwissenschaftler. Er war ab 1971 Professor für Malerei und Kunsttheorie und von 1971 bis 1985 Rektor der Städelschule, der Staatlichen Kunsthochschule in Frankfurt am Main.

## Leben und Werk
Raimer Jochims, Sohn von Elisabeth Jochims, geborene Menck, und ihrem Ehemann, dem promovierten Arzt Johannes Jochims, wuchs in Lübeck auf. Nach dem Abitur am Katharineum zu Lübeck 1955 begann er sich mit der Malerei zu beschäftigen. Als Autodidakt studierte er Stefan Lochners unstoffliche Farbverläufe und dessen transparente Lasuren über reflektierendem Kreidegrund. Er studierte von 1955 bis 1957 und von 1966 bis 1968 Philosophie und Kunstgeschichte sowie Klassische Archäologie an der Ludwig-Maximilians-Universität in München und wurde 1968 mit einer Arbeit über den Kunsttheoretiker Konrad Fiedler zum Doktor der Philosophie promoviert. Er war zunächst als freier abstrakter Maler tätig. Seit 1961 arbeitete er an der Konzeption chromatischer Malerei, wo er nach einer schwarzen Phase die Faszination der Farbe für sich entdeckte. Ab 1967 lehrte er an der Kunstakademie Karlsruhe (bis 1968) sowie bis 1971 an der Kunstakademie München. Von 1971 bis 1997 war er Professor für Freie Malerei und Kunsttheorie an der Städelschule in Frankfurt am Main. Während seiner Amtszeit als Rektor der Städelschule (1971 bis 1985) holte er unter anderem die Künstler Thomas Bayrle, Willi Schmidt und Peter Kubelka als Lehrer an die Schule.
Jochims hatte bisher eine Vielzahl an Einzel- und Gruppenausstellungen im In- und Ausland, außerdem hielt er Vorträge und Vorlesungsreihen zu kunsttheoretischen Aspekten der „Identitätserfahrung“. Nach Jochims lässt sich diese Identitätserfahrung in allen Kulturen der Erde finden und manifestiert sich über die Sinne des Menschen. Als Maler interessiert er sich besonders für den visuellen Aspekt dieser Erfahrung. Er versucht, das zugrundeliegende – und gemeinsame – theoretische Konstrukt dahinter zu entdecken. So ist Farbe für ihn nicht nur Farbe, Form nicht nur irgendeine Form, sondern immer in erster Linie Leben. Dieses innewohnende Leben versucht er durch seine Kunst aufzuspüren.
Er ist evangelisch, hatte 1963 seine Frau Heinke Jochims geheiratet, und wohnt und arbeitet in Maintal bei Frankfurt am Main.

## Ausstellungen (Auswahl)
Einzelausstellungen
- 2012: Candida Höfer – Raimer Jochims, Johnen Galerie, Berlin
- 2005: Bildobjekte, Kunstverein Würzburg, Würzburg
- 2003: Bilder und Papierarbeiten, frühe Bilder, „Vorbilder“, Museum am Ostwall, Dortmund
- 1994: Bilder/Paintings 1961–1993, Kunstmuseum Bonn
- 1991: Bilder und Papierarbeiten, Galerie Christine König, Wien
- 1990: Bilder und Vorbilder, Portikus, Frankfurt am Main
- 1989: Zeichnungen nach der Natur, Museum Folkwang (Studio), Essen
- 1987: Raimer Jochims – Bilder und Papierarbeiten, 1984–1986, Badischer Kunstverein, Karlsruhe
- 1982: Jochims 1961–1982, Frankfurter Kunstverein
- 1980: Bilder, Papierarbeiten, Malbücher, Kunsthalle Mannheim, Mannheim
- 1976: Jochims: Zeichnungen, Drawings 1956–1974, Institut für moderne Kunst Nürnberg
- 1975: Raimer Jochims – Arbeiten 1961–1975, Kunstmuseum, Bonn
- 1975: Raimer Jochims, Kunsthalle Bremerhaven, Bremerhaven
- 1969: Chromatische Bilder, Kabinett für aktuelle Kunst, Bremerhaven
- 1968: Reihe 14 × 14: Chromatische Bilder, Zeichnungen, Staatliche Kunsthalle Baden-Baden
- 1964: Chromatische Flächen und Reliefs, Studiogalerie, Frankfurt am Main

Gruppenausstellungen
- 2018: Über das Geistige in der Kunst. 100 Jahre nach Kandinsky und Malewitsch, Museum für Konkrete Kunst, Ingolstadt
- 2018: Klassentreffen. Werke aus der Sammlung Gaby und Wilhelm Schürmann, MUMOK, Wien
- 2015: SCA purchase for the Art Institute of Chicago’s permanent collection, 2015, Chicago
- 2014: Die Farbe und ich. Augusto Giacometti, Kunstmuseum Bern
- 2007: Neue Tendenzen. Eine europäische Künstlerbewegung 1961–1973, Leopold Hoesch Museum, Düren
- 2006: Arena der Abstraktion, Museum Morsbroich, Leverkusen; Die Neuen Tendenzen, Museum für Konkrete Kunst, Ingolstadt
- 2003: Seeing Red–Contemporary Nonobjective Painting[4], Werke aus der Sammlung des Karl Ernst Osthaus-Museum, Hagen, Hunter College Gallery, New York, USA
- 2005: Eröffnungsausstellung SQUARE – Die Sammlung Marli Hoppe-Ritter, Museum Ritter, Waldenbuch
- 1999: Die Farbe (rot) hat mich, Osthaus Museum Hagen
- 1989: On Kawara – wieder und wider, Portikus, Frankfurt am Main

## Publikationen (Auswahl)
- 2015 Raimer Jochims – Sammlung zur Weltkunst: Stiftung Eliashof in Hochstadt. KANN Verlag, Frankfurt am Main, ISBN 978-3-943619-35-5.
- 2015 Leben Sehen – Arbeitsnotizen 1994–2002, Bd. 1; 2003–2011, Bd. 2. Hrsg.: Dirk Conrad und Ute Seifert. KünstlerSelbstverlag, Frankfurt am Main, ISBN 978-3-00-048435-3, ISBN 978-3-00-049398-0.
- 2013 Kunst und Leben. Lebenskunst – Künstlerwege zur Gesundheit einer kranken Gesellschaft / Zwei Vorträge. Hrsg.: Dirk Conrad. KünstlerSelbstverlag, Frankfurt am Main.
- 2011 Visuelle Identität. Neuauflage. Hrsg.: Jacky Strenz und Dirk Conrad. KünstlerSelbstverlag, Frankfurt am Main, ISBN 978-3-00-035703-9.
- 2010 Bilder und Vorbilder. Gratianus Stiftung, Tübingen
- 1998 Farbe Sehen. Parerga-Verlag, Bonn/Düsseldorf, ISBN 978-3-930450-24-4.
- 1996 Kunst und Identität. edition tertium, Ostfildern, ISBN 978-3-930717-34-7.
- 1994 Raimer Jochims – Bilder 1961–1993. Hrsg.: Dieter Ronte und Stefan Gronert. Kunstmuseum Bonn, Bonn, ISBN 978-3-89322-631-3
- 1990 Bilder und Vorbilder. Portikus, Frankfurt am Main, ISBN 978-3-928071-00-0.
- 1987 Bilder und Papierarbeiten. Ritter Verlag, Klagenfurt, ISBN 978-3-85415-045-9.
- 1984 Steine. Kunstverlag Weingarten, Weingarten, ISBN 978-3-8170-2904-4.
- 1975 Visuelle Identität. Insel-Verlag, Frankfurt am Main, ISBN 978-3-458-05871-7.
- 1972 Der Maler Antonio Calderara.